# Лодзь-Марысин
Лодзь-Марысин (пол. Łódź Marysin) — остановочный пункт в городе Лодзь (расположен в дзельнице Балуты, в микрорайоне Марысин), в Лодзинском воеводстве Польши. Имеет 1 платформу и 1 путь.
Остановочный пункт (платформа) на железнодорожной линии Лодзь-Видзев — Кутно установлен в 2014 году для поездов городской железной дороги лодзинской агломерации («Лодзинская агломерационная железная дорога»).